# Capoeta
Capoeta ist eine Gattung kleiner bis mittelgroßer Karpfenfische. Ihr Verbreitungsgebiet umfasst das westliche und östliche Transkaukasien, Kleinasien, das westliche Syrien und den Libanon. Capoeta–Arten kommen, mit Ausnahme des Südwestens, im gesamten Iran, in den Einzugsgebieten des Jordan, Tigris und Euphrat und im Flussgebiet des Hari Rud und Murgab in Turkmenistan und Afghanistan vor. Ferner sind sie auch im Einzugsgebiet des Aralsees zu finden.

## Merkmale
Es handelt sich um Tiere mit einem gestreckten, eher flachrückigen Körperbau. Das unterständige Maul trägt am Oberkiefer ein Paar Barteln, eine Art und einige Teilpopulationen tragen noch ein weiteres Paar. Die Oberlippe ist sehr dünn, während die Unterlippe entweder vollständig fehlt oder auf die Maulwinkel beschränkt ist. Eine hornbedeckte Schneidkante sitzt auf dem Unterkiefer. Die Schlundzähne sind dreireihig angeordnet, wobei in der ersten Reihe vier bis fünf Zähne stehen. Die zwei bis vier Zähne der zweiten und die zwei Zähne der dritten Reihe sind annähernd zylindrisch. Bei den transkaukasischen Arten sitzen auf den Kiemenbögen 14 bis 33 kurze Brachiospinen, bei den anderen Arten wird die Kiemenreuse aus 12 bis 33 Reusendornen gebildet. Relativ groß ist die Kiemenöffnung. Die Rückenflosse sitzt mittig auf dem Rücken, die Schwanzflosse ist deutlich eingekerbt. Der gesamte Körper ist mit fest verankerten Schuppen bedeckt, die mit auseinanderlaufen Rillen gezeichnet sind. Entlang der geraden und vollständigen Seitenlinie sitzen 37 bis 100 Schuppen, die transkaukasischen Arten tragen hier 48 bis 80 Schuppen.

## Systematik
Die Gattung Capoeta gehört zur Unterfamilie Cyprininae. Die Gattung wurde vielfach diskutiert, einige Autoren verwendeten den Gattungsnamen für eine Untergattung oder Sektion der Gattung Puntius. Zeitweise betrachteten einige Forscher Capoeta auch als Synonym für die afrikanische Gattung Varicorhinus. Einziges Synonym für Capoeta ist Scaphiodon.
Momentan besteht kein Konsens über die Anzahl der validen Spezies, da eine Reihe von überwiegend allopatrischen Arten von einigen Autoren als Unterarten von Capoeta capoeta betrachtet werden.
- Capoeta aculeata (Valenciennes in Cuvier und Valenciennes, 1844)
- Capoeta alborzensis  Jouladeh-Roudbar et al., 2016 [5]
- Capoeta angorae (Hankó, 1925)
- Capoeta antalyensis (Battalgil, 1943)
- Capoeta aydinensis Turan et al., 2017
- Capoeta baliki Turan, Kottelat, Ekmekçi & Imamoglu, 2006
- Capoeta banarescui Turan, Kottelat, Ekmekçi & Imamoglu, 2006
- Capoeta bergamae Karaman, 1969
- Capoeta buhsei Kessler, 1877
- Capoeta caelestis Schöter, Özulu & Freyhof, 2009
- Capoeta capoeta (Güldenstädt, 1773)
- Capoeta coadi Alwan et al., 2016
- Capoeta damascina (Valenciennes in Cuvier und Valenciennes, 1842)
- Capoeta ekmekciae Turan, Kottelat, Kirankaya & Engin, 2006
- Capoeta ferdowsii Jouladeh-Roudbar et al., 2017
- Capoeta fusca Nikolskii, 1897
- Capoeta kaput Levin et al., 2019
- Capoeta kosswigi Karaman, 1969
- Capoeta mauricii Küçük, Turan, ?ahin & Gülle, 2009
- Capoeta oguzelii Elp et al., 2018
- Capoeta pestai (Pietschmann, 1933)
- Capoeta pyragyi Jouladeh-Roudbar et al., 2017
- Capoeta razii Jouladeh-Roudbar et al., 2017[6]
- Capoeta shajariani Jouladeh-Roudbar et al., 2017
- Capoeta sieboldii (Steindachner, 1864)
- Capoeta tinca (Heckel, 1843)
- Capoeta turani Özulu & Freyhof, 2008
- Capoeta umbla (Heckel, 1843)[7]

## Belege
1. 1 2  Petru M. Bănărescu: The Freshwater Fishes of Europe, Aula-Verlag, Wiebelsheim 1999, ISBN 3-89104-044-X. (Volume 5. Cyprinidae 2, Part I: Rhodeus to Capoeta). S. 384–385
2. ↑  Lei Yanga, Tetsuya Sado, M. Vincent Hirt, Emmanuel Pasco-Viel, M. Arunachalam, Junbing Li, Xuzhen Wang, Jörg Freyhof, Kenji Saitoh, Andrew M. Simons, Masaki Miya, Shunping He, Richard L. Mayden (2015): Phylogeny and Polyploidy: Resolving the Classification of Cyprinine Fishes (Teleostei: Cypriniformes). Molecular Phylogenetics and Evolution, Februar 2015, doi:10.1016/j.ympev.2015.01.014
3. ↑  Petru M. Bănărescu: The Freshwater Fishes of Europe, Aula-Verlag, Wiebelsheim 1999, ISBN 3-89104-044-X. (Volume 5. Cyprinidae 2, Part I: Rhodeus to Capoeta) S. 383
4. ↑  Petru M. Bănărescu: The Freshwater Fishes of Europe, Aula-Verlag, Wiebelsheim 1999, ISBN 3-89104-044-X. (Volume 5. Cyprinidae 2, Part I: Rhodeus to Capoeta) S. 385
5. ↑  Jouladeh-Roudbar, A., Eagderi, S., Ghanavi, H.R. & Doadrio, I. (2016): Taxonomic review of the genus Capoeta Valenciennes, 1842 (Actinopterygii, Cyprinidae) from central Iran with the description of a new species. FishTaxa, 1 (3): 166-175.
6. ↑  Jouladeh-Roudbar, A., Eagderi, S., Ghanavi, H.R. & Doadrio, I. (2017):  A new species of the genus Capoeta Valenciennes, 1842 from the Caspian Sea basin in Iran (Teleostei, Cyprinidae). ZooKeys, 682: 137-155.
7. ↑  Capoeta auf Fishbase.org (englisch)